# D. L. Hawkins
Daniel Lawrence „D. L.” Hawkins egy kitalált szereplő a Hősök (Heroes) című televíziósorozatban, akit Leonard Roberts alakít. Ő Niki Sanders férje és Micah Sanders apja. Az otthonuk Las Vegasban van, de miután D. L. lesz a vádlott egy bűnesetben,  börtönbe kerül. Ezután ráébred, hogy képes áthatolni minden anyagon.
Bár D. L. Hawkins karakteréről már a legelső részben esik szó, személye először csak az 5., Hirók című epizód végén tűnik fel.